# 張文烶
張文烶（1608年—17世紀），字彥彪，號湛生，順天府通州籍，浙江寧波府鄞縣人，順天府通州官籍，明朝、南明政治人物。

## 生平
崇禎三年（1630年），張文烶舉順天鄉試，崇禎七年（1634年）與弟張文煇同登進士，獲授益都知縣，九年間仁慈寬厚，人民都感其恩德。崇祯十五年（1642年）之後他歷任吏部驗封主事、文選員外郎、郎中，為時人所稱。南明時隆武帝曾召用為稽勳司未赴任，魯王朱以海監國後兩次入選司，日益清謹守法。
張文烶為人平和，好學文章和楷書，又擅長山水畫。南明滅亡，他不問天下事，更在意筆墨事。

## 家族
父張杞芳。從父張檉芳，萬歷四十四年進士，官吏部主事；弟張文煇與文烶同榜進士，官徽甯道。
有子張士壽。

## 引用
1. ↑  《崇祯七年甲戌科进士三代履历便览》：张文烶，曾祖铎，恩荣寿官。祖汝济，丁卯举人、陵川知县诰赠。父祀芳，廪生。湛生，易五房，戊申年三月二十二日生，顺天通州籍，浙江宁波府鄞县人。庚午乡试，会一百十七名，三甲九十七名，刑部观政，授山东益都知县。
2. ↑  《崇祯柒年甲戌科进士履历便览》：张文烶，曾祖铎，寿官。祖汝济，隆庆丁卯举人、知县，赠验封司郎中。父祀芳，廪生。湛生，易五房，戊申年三月二十二日生，通州籍鄞县人。庚午一百五十三名，会一百十七名，三甲九十七名，刑部政，本年授益都知县，壬午升吏部验封司主事，升考功，本年升文选，给假。
3. ↑  光緒《鄞縣志·卷二十二·選舉表三》：（崇禎）三年庚午（舉人）…… 張文烶 檉芳從子，順天中式
4. ↑  錢海岳《南明史·卷八十一·列傳第五十七》：同（李白春）時（魯王）吏部司官張文烶，字湛生，鄞縣人。崇禎七年進士。授益都知縣，抑強扶弱，禁衡府諸奄稱貸剋民利者。歷驗封主事、文選員外郎，郎中。紹宗召稽勳，未赴。銓法為時所稱。後二入選司，清謹自守。紹興亡，隱。
5. ↑  光緒《鄞縣志·卷三十九·人物傳十四》：張文烶，字彥彪，一字湛生 《明州畫史》 ，徙通州 聞志，按太學提名碑錄，文烶通州籍鄞縣人 ，崇禎七年進士 《續稽舊傳》 。知益都縣，仁慈寬厚，在任九年人感其惠 《山東通志》 。歷吏部文選郎，銓法最為時所稱 《續稽舊傳》 。致政後復兩入選司，益清謹守法。為人和易詳整，好學工文，善行楷書，兼擅繪事 聞志 能山水。明亡，棲遲泉石間，不問天下事，更為筆墨增重 《畫史》 。子士壽別有傳。從父檉芳，萬歷四十四年進士，官吏部主事；弟文煇與文烶同榜進士，官徽甯道。